# Kondor Flugzeugwerke
Kondor Flugzeugwerke era un impianto di produzione di aeromobili nella regione della Ruhr, in Germania.

## Storia
La Kondor-Flugzeugwerke, fondata il 15 giugno 1912 e con sede a Essen, aveva il suo impianto principale sul sito dell'ex aeroporto di Essen-Gelsenkirchen-Rotthausen. Nella scuola di volo della compagnia, i potenziali piloti potevano acquisire la licenza necessaria (certificato di pilota), che li autorizzava a pilotare.
Negli anni prima della prima guerra mondiale, il produttore guadagnò notorietà con il modello Kondor Taube. Esso, come i modelli di altri produttori, era molto simile al Etrich-Rumpler Taube, allora noto e di successo. Il primo volo di un Kondor Taube è datato 12 ottobre 1912. Oltre al Taube il modello Albatros B.II fu prodotto in serie industriale su licenza di Albatros Flugzeugwerke dall'ottobre 1916. Alla fine della guerra, nel 1918, a Rotthausen furono costruiti circa 480 velivoli di vario tipo e impiegate circa 1200 persone. Durante gli anni della guerra, furono creati alcuni dei progetti di aerei della compagnia (aerei da ricognizione, addestramento e caccia), ma non andarono oltre la fase sperimentale o furono costruiti solo in numero molto ridotto. La maggior parte dei tipi di aerei furono creati dal 1916 in poi sotto il capo progettista Walter Rethel (1892-1977). Furono progettati anche aerei commerciali, ma non ulteriormente sviluppati fino a quando non furono pronti per la produzione in serie.
Dopo la prima guerra mondiale, la fabbrica di aerei Kondor fu liquidata. L'azienda continuò ad esistere e ha prodotto mobili dal 1920. L'azienda fu definitivamente sciolta nel 1993 a Lemgo / Ostwestfalen-Lippe. Oggi l'ex fabbrica Kondor di Lemgo ospita il parco industriale Kondor con l'agenzia pubblicitaria sagner-heinze, ristoranti e il centro eventi nella vecchia caldaia.